# Luhman 16
Luhman 16, eller WISE 1049−5319, är en stjärna i stjärnbilden Seglet på den södra stjärnhimlen. Det är en dubbelstjärna, där båda komponenterna är bruna dvärgstjärnor. Dubbelstjärnan befinner sig 6,5 ljusår från solsystemet och därmed den tredje närmaste stjärnsystemet. Dubbelstjärnans komponenter befinner sig på ett avstånd av ungefär 3 AU från varandra, med en omloppstid av 25 år.

## Avstånd
Avståndet till stjärnan är endast 6,5 ljusår vilket gör den till den tredje närmaste stjärnan för vårt solsystem, men också den allra närmaste kända bruna dvärgstjärnan, efter trippelsystemet Alfa Centauri (4,37 ljusår) och Barnards stjärna (5,98 lå). Den upptäcktes 2013 och förpassade då Wolf 359 (7,78 lå) till en fjärdeplats.

## Upptäckten

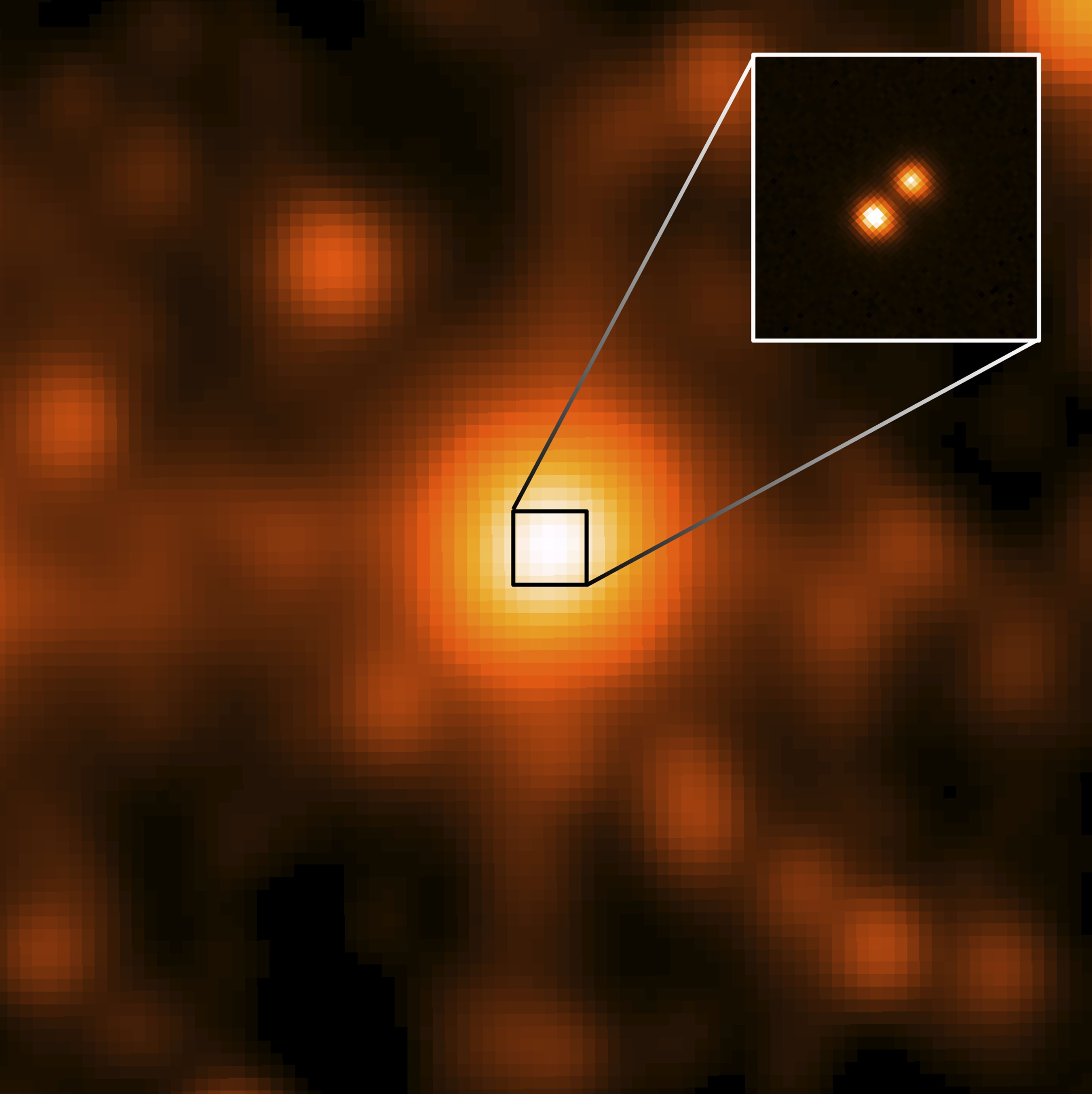
En väderkarta har gjorts av den svagare komponenten i systemet, Luhman 16B.

Upptäckten av Luhman 16 gjordes av den amerikanske astronomen Kevin Luhman och en forskare från Penn State's Center for Exoplanets and Habitable Worlds på foton från WISEs rymdteleskop för infrarött ljus. Fotona var tagna under perioden januari 2010 till januari 2011 och upptäckten kungjordes 2013. Stjärnan finns nära det galaktiska planet, där mängden stjärnor är stor och ljuset därför gör det svårt att upptäcka ljussvaga objekt. Detta är förklaringen på varför en stjärna så pass nära solsystemet inte upptäcktes förrän 2013.

Att Luhman 16 var en dubbelstjärna upptäcktes samma år, också av Luhman.  Avståndet mellan komponenterna var 1,5 bågsekunder.

## Namngivning
Eric E. Mamajek föreslog namnet Luhman 16 för stjärnsystemet, med namnen Luhman 16A och Luhman 16B för komponenterna. Kevin Luhman hade redan publicerat upptäckter av ett flertal dubbelstjärnor.
Motiveringen för namngivningen var att Luhman 16 är lättare att komma ihåg än WISE J104915.57−531906.1 och att"det verkar löjligt att namnge objektet med ett 24 tecken långt namn”. Luhman–WISE 1 angavs som alternativt förslag.
Som dubbelstjärna kallas systemet Luhman 16AB.

## Exoplaneter
I december 2013 rapporterades om störningar i dubbelstjärnans banrörelser, som tydde på en tredje komponent i systemet. Störningarna tydde på en omloppstid av några månader, i en omloppsbana kring en av de båda bruna dvärgarna. Att komponenten inte iakttagits direkt tydde på en massa understigande gränsen för bruna dvärgar. 
Observationerna av Luhman 16 med VLT-teleskopet i Chile har uteslutit förekomsten av objekt större än två Jupitermassor.